# Alliance Gravity
Créée en 2018 et réunissant une centaine d'entreprises françaises de la presse, du divertissement et du commerce, Alliance Gravity est une société spécialisée dans la collecte et le traitement massif des données personnelles utilisées pour la publicité ciblée.
En tentant de proposer aux télécoms, médias, e-commerces et sociétés de services les segments de ciblage les mieux adaptés, Alliance Gravity se positionne comme réponse au monopole des « géants du web » — les GAFA — dans ce secteur, et se trouve en concurrence directe avec l'alliance française de même type menée par les journaux Le Monde et Le Figaro et baptisée Skyline.

## Statut
Il s'agit d'une société par actions simplifiée détenue par les neuf groupes au départ du projet. Le capital est ouvert aux nouveaux entrants.

## Produit
Alliance Gravity regroupe une centaine de médias, de télécoms et de sites d'e-commerce qui mettent en commun leurs données publicitaires afin de mieux commercialiser leur offre numérique auprès des annonceurs et, face à la suprématie actuelle des GAFA tels que Google dans ce domaine, d'être plus novateurs dans la publicité dite « programmatique », qui représentait déjà 53 % des ventes de publicité numérique en 2016.